# بلدة سالم (مقاطعة واشتيناو)
سالم، مقاطعة واشتيناو (بالإنجليزية: Salem Township, Washtenaw County, Michigan)‏ هي بلدة تقع بولاية ميشيغان في الولايات المتحدة. تبلغ مساحتها 88.8 (كم²)، وترتفع عن سطح البحر 281 م، بلغ عدد سكانها 5627 نسمة في عام تعداد الولايات المتحدة 2010 حسب إحصاء مكتب تعداد الولايات المتحدة .

## أعلام
- باربرا لويس

## وصلات خارجية
- www.salem-mi.org
- The US50 - Cities and Towns in Michigan State
- Michigan Cities and Towns, Facts, Map, Flag, Colleges, Government, and More